# آرنوشت کرئوز
آرنوشت کرئوز (چکی: Arnošt Kreuz؛ ۹ مهٔ ۱۹۱۲ – ۹ فوریهٔ ۱۹۷۴) یک بازیکن فوتبال اهل چکسلواکی بود.

## تیم ملی
وی سابقه ۳ بازی برای تیم ملی فوتبال چکسلواکی را در کارنامه دارد.